# Phylica subulifolia
Phylica subulifolia är en brakvedsväxtart som beskrevs av Neville Stuart Pillans. Phylica subulifolia ingår i släktet Phylica och familjen brakvedsväxter. Inga underarter finns listade i Catalogue of Life.